# Bombyx textor
Bombyx textor är en fjärilsart som beskrevs av Moore och Hutt. 1864. Bombyx textor ingår i släktet Bombyx och familjen silkesspinnare. Inga underarter finns listade i Catalogue of Life.